# Parafia Najświętszej Maryi Panny Królowej Polski w Kaliszu
Parafia Najświętszej Maryi Panny Królowej Polski w Kaliszu – rzymskokatolicka parafia w dekanacie Kalisz I. Erygowana w roku 1984 przez księdza arcybiskupa Henryka Muszyńskiego. Mieści się przy ulicy Żeromskiego.